# Хвисюк Микола Іванович
Хвисюк Микола Іванович (нар. 19 січня 1934) — радянський та український лікар, педагог, доктор медичних наук.

## Життєпис
Народився 19 січня 1934 року у с. Вороцевичі Іванівського району Брестської області.
1950—1953 рр. — учень Пінської фельдшерсько-акушерської школи, м. Пінськ;
1953—1959 рр. — студент лікувального факультету Вітебського державного медичного інституту, м. Вітебськ;
1959—1962 рр. — головний лікар Брестського обласного кістково-туберкульозного санаторію «Домачево»;
1962—1965 — аспірант Українського інституту удосконалення лікарів, м. Харків;
1965—1970 рр. — асистент, доцент Українського інституту удосконалення лікарів, м. Харків
1970—1976 рр. — заступник директора з наукової роботи Харківського НДІ ортопедії та травматології імені проф. М. І. Сітенка, м. Харків;
1977—2004 рр. — ректор Харківської медичної академії післядипломної освіти Міністерства охорони здоров'я України, м. Харків;
2004—2007 рр. — завідувач кафедри Харківської медичної академії післядипломної освіти, м. Харків;
З 2006 р. — почесний ректор Харківської медичної академії післядипломної освіти, м. Харків;
2008 р. — по теперішній час — професор кафедри Харківської медичної академії післядипломної освіти, м. Харків.
Доктор медичних наук (1978 р.), професор (1979 р.).

## Нагороди та відзнаки
- Заслужений діяч науки і техніки України (1991)[1]
- орден «За трудові досягнення» IV ступеня (2000)
- орден Дружби народів (1986)
- орден Трудового Червоного Прапора (1976)
- орден «За заслуги» ІІ ступеня (2001)[2]
- Подяка Президента України (1999)
- Почесний громадянин Харківської області (2012)[3]

## Список наукових праць
- Хвисюк Микола Іванович: [Архівовано 21 квітня 2015 у Wayback Machine.] біобібліографічний покажчик / укл. бібліотека. — Харків, 2015. — 35 с.